# Schönthal (Karaczynów)
Schönthal, Uroczysko niem. Schönthal, ukr. Шенталь) – zniesiona miejscowość, obecnie północzna część wsi Karaczynów na Ukrainie, w obwodzie lwowskim, w rejonie jaworowskim.

## Historia
Schönthal to dawna kolonia niemiecka, stanowiąca w XIX wieku część gminy jednostkowej Karaczynów w Bezirk Janów; od 1867 w powiecie gródeckim. W II Rzeczypospolitej odrębna gmina jednostkowa, a od 1934 gromada w gminie zbiorowej Domażyr w powiecie gródeckim w woj. lwowskim. 11 marca 1939 nazwę zmieniono na Uroczysko.
Po wojnie w ZSRR.